# EVent
eVent ist der Markenname eines wasser- und winddichten, atmungsaktiven Textillaminats der Firma eVent fabrics, Inc., die zu dem Hongkonger Unternehmen Performax Pro, Ltd. gehört. Die Folie wird in Funktionstextilien und Outdoorbekleidung, z. B. Jacken und Schuhen, verarbeitet.

## Geschichte
eVent gehörte zunächst der US-amerikanischen BHA Group, Inc., einer Tochterfirma von General Electric. Seit 2017 gehörte die eVent-Marke Parker Performance Materials. Im Juni 2020 verkaufte Parker die Firma eVent fabrics, Inc. an das Hongkonger Unternehmen Performax Pro, Ltd., das bereits seit 2013 mit eVent fabrics, Inc. kollaborierte. Unter Performax Pro wird eVent über die in Hongkong ansässige eVent International LLC und den amerikanischen Ableger eVent Technology LLC vermarktet und vertrieben. Alle eVent ePTFE-Membranen werden weiterhin am Standort von Parker-Hannifin gefertigt, in Lee’s Summit in Missouri.
eVent-Gewebe finden sich unter anderem in Erzeugnissen der Marken Brooks Brothers, Hoka One One, New Balance und UGG.

## Aufbau
Die Membran von eVent besteht aus ePTFE, einem gespreizten Polytetrafluorethylen. Aus demselben Material und mit der gleichen Funktionsweise werden auch andere bekannte Membranen, wie zum Beispiel Gore-Tex, hergestellt.

## Unterschied zu anderen Membranen
Der Unterschied zu anderen Textillaminaten liegt in der Herstellung der Membran. Da ePTFE als solches fettempfindlich ist und so beispielsweise beim Tragen durch menschliche Hautfette beschädigt werden könnte, wird bei allen ePTFE-Membranen normalerweise eine hauchdünne Schutzschicht aus Polyurethan (PU) auf die Folie auflaminiert. An dieser kann der Schweiß kondensieren und so Fette abgeschieden werden. eVent verzichtet auf diese zusätzliche Schicht – stattdessen wird jede Faser mit Polyester ummantelt. Dadurch entfällt die Kondensationsphase an der PU-Schicht, wodurch die „Atmungsaktivität“ gegenüber herkömmlichen Materialien gesteigert werden konnte.